# سیارک ۲۲۷۵
سیارک ۲۲۷۵ (به انگلیسی: 2275 Cuitlahuac، نامگذاری:1979MH) دو هزار و دویست و هفتاد و پنجمین سیارک کشف شده‌است که در ۱۶ ژوئن ۱۹۷۹ کشف شد.
قدر مطلق سیارک برابر ۱۳٫۲۰ است.